# 萊氏棘蓋鯰
萊氏棘蓋鯰，為輻鰭魚綱鯰形目毛鼻鯰科棘盖鲶属的其中一種。該物種分布於南美洲法屬圭亞那的亞馬遜河流域，體長可達5公分。

## 扩展阅读
維基物種上的相關：萊氏棘蓋鯰